# 大空魔王
『大空魔王』（だいくうまおう、 King Rocket）は、手塚治虫の長編SF漫画。
不二書房から描き下ろし単行本として1948年（昭和23年）8月5日付で刊行。手塚の没後、1994年に『手塚治虫漫画全集』に収録された。
南極を温暖化して王国を築くことをもくろむ科学陰謀団の首領・大空魔王（）と、それを阻止しようする花丸博士たちとの闘いを描く。

## あらすじ
恐るべき科学陰謀団の秘密をさぐるため、エジプトを訪れた花丸博士一行の前に、科学工場の技師を名乗る怪しい二人組が現れる。陰謀を探るため、あえて二人についていった花丸博士たちは、ピラミッド22号の地下で、「大空魔王」と名乗る科学陰謀団の首領と面会する。大空魔王は、ピラミッドの地下に秘密の科学工場を作り、「引力機械」を製造していた。彼等は、引力機械を使って地球の地軸を変更し、南極大陸を温暖化させ、その地に新しい王国を築こうとしていた。そうなれば、日本あたりが新しい南極になるという。
花丸博士の通報で警官隊が出動するが、大空魔王たちはピラミッドの地下に隠されていた巨大ロケット「大空魔艇（）」で成層圏へ飛び去る。だが、博士は助手のロボット・リューちゃんの力を利用して大空魔艇から脱出した。花丸博士は犬型ロボットのポピイに救出されるが、鉄製のリューちゃんはそのまま海中に沈んでしまう。
日本に上陸した花丸博士は、リューちゃんそっくりの少年に出会う。それは花丸博士の旧友・火毛博士の甥で、リューちゃんのモデルであったケン一であった。その一方、大空魔艇も日本に着陸し、日本上空で引力機械を働かせ、地軸を変更させようとしていた。
大空魔王たちは花丸博士を探して火毛博士の秘密研究所に侵入するが、火毛博士に捕えられてしまう。火毛博士は、大空魔王から、引力機械の唯一の弱点は、深海底にあるネオゲンシニウムという鉱物であることを聞き出す。ネオゲンシニウムを探しにでかけた花丸博士と火毛博士だったが、その隙に、大空魔王の部下たちが、故障した状態で海中から現れたリューちゃんを操って研究所を襲撃、大空魔王を救出する。
花丸博士たちがネオゲンシニウムを発見できずにいるうちに、大空魔王はついに日本上空で引力機械を作動させ、新たな南極となった日本列島は凍りはじめる。しかし、じつはリューちゃんが水没したときに、ネオゲンシニウムを拾っていた。ネオゲンシニウムの放射線は引力をはね返す力を持っていたのである。

## 登場人物
花丸（はなまる）博士
世界で最も優れた科学者。
リューちゃん（演：ケン一）
花丸博士の助手。見た目は普通の少年だが、実は博士の作った人間型ロボット。頭の中にプロペラが格納されており、空を飛ぶことが出来るが、鉄製のため泳ぐことができない。
黒沢哲哉は、アトムの直系の先祖にあたるキャラクターではないかと指摘している。
ポピイ
花丸博士の作った犬型ロボット。尻尾が無線通信機になっている。
火毛（ひげ）博士（演：ヒゲオヤジ）
花丸博士の旧友。灯台に見せかけた秘密研究所に住んでいる。キャラクターとしてはヒゲオヤジだが、ヒゲが黒い。
ケン一
火毛博士の甥で、博士と一緒に灯台に住んでいる。リューちゃんのモデル。
大空魔王（だいくうまおう）
科学陰謀団の首領。200年前までは人間だったが、90年前から身体を部分的に人工臓器と交換していった結果、現在は頭脳を残して鉄製の機械となっている。
大空魔王の部下
花丸博士をおびきだそうとする部下として、ハム・エッグとアセチレン・ランプが登場する。この二人以外は全員覆面をかぶっている。
船掃除のボロゾーキン（演：ボローキン）
船員。物語冒頭で泥酔して暴れまわっていたところを、リューちゃんに止められ、花丸博士に「女になるクスリ」を注射される。
手塚治虫スターシステムのキャラクターとしては本作がデビュー作。『来るべき世界』で「ボロゾーキン」をロシア風にもじった「ボローキン」の名前で登場したため、キャラクターとしては「ボローキン」と呼ばれることが多い。
警察署長（演：ブタモ・マケル）
エジプトの警察署長。部下はみな遊びに行ってしまい、オッサン一人しか残っていなかったため、民間人を率いてピラミッド22号に突入する。

## 備考
地軸を変更させて南極大陸を温暖化させる、というアイデアは、海野十三の短編小説『地軸作戦』の影響だとする指摘がある。

## 単行本
- 『長編科斈漫画 大空魔王』不二書房〈不二漫画叢書〉、1948年8月15日。
- 『火星博士』講談社〈手塚治虫漫画全集 MT-339〉、1994年7月15日。ISBN 4-06-175939-6。
- 『大空魔王』京都漫画研究会〈京都漫画研究会復刻シリーズ〉、2003年2月。 - 不二書房版の複製。
- 『火星博士 一千年后の世界』講談社〈手塚治虫文庫全集 BT-076〉、2010年6月11日。ISBN 978-4-06-373776-9。
- 『大空魔王』小学館クリエイティブ〈初期名作完全復刻版BOX 2〉、2011年12月。ISBN 978-4-7780-3190-9。 - 不二書房版の複製。

この他に、『南極日本の秘密』（富士見出版社、1957年）と題する海賊版の存在が知られている。これは、貸本漫画として無断出版されたもので、前半は『大空魔王』であるが、後半は手塚の『キングコング』（1947年）をダイジェストして載せたものである。